# Pedro Nuno Santos
Pedro Nuno de Oliveira Santos (* 13. April 1977 in São João da Madeira) ist ein portugiesischer Ökonom und Politiker der Partido Socialista und seit dem 7. Januar 2024 deren Generalsekretär. Zudem war er bei den Parlamentswahlen 2024 deren Spitzenkandidat. Zuvor hatte Santos Positionen in der portugiesischen Regierung unter António Costa inne, zunächst als Staatssekretär für parlamentarische Angelegenheiten vom 26. November 2015 bis zum 18. Februar 2019 und anschließend als Minister für Infrastruktur und Wohnungsbau vom 18. Februar 2019 bis zum 4. Januar 2023.
Santos hat einen Abschluss in Wirtschaftswissenschaften von der ISEG-UTL. Von 2004 bis 2008 war er Generalsekretär der Jugendorganisation seiner Partei und Mitglied des Parlaments in der 10. und 12. Legislaturperiode. Als Staatssekretär für parlamentarische Angelegenheiten in der XXI. Regierung war er für die Koordinierung des Vertrauens- und Versorgungsabkommens mit der Kommunistischen Partei, dem Linksblock und den „Grünen“ verantwortlich, einer Regierungslösung, die umgangssprachlich als „Geringonça“ bekannt wurde.
Im Dezember 2023 wurde Santos als Nachfolger von António Costa zum Generalsekretär der Sozialistischen Partei gewählt. Er trat sein Amt am 7. Januar 2024 an.

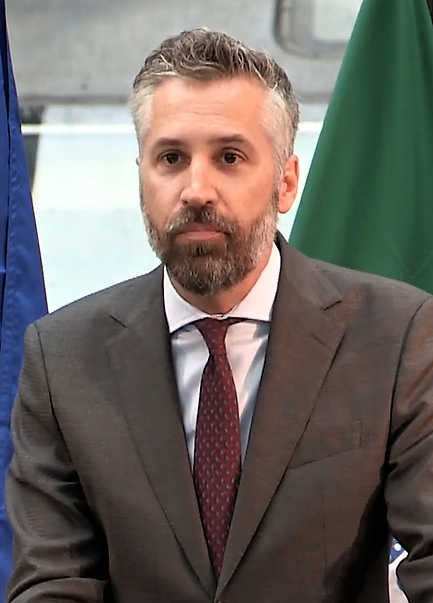
Pedro Nuno Santos (2022)

## Leben

### Karriere
Er ist der Sohn von Maria Augusta Leite de Oliveira Santos und Américo Augusto dos Santos, Unternehmer der Tecmacal-Gruppe, in der Schuh- und Industrieausrüstungsindustrie, aus São João da Madeira, und seit einiger Zeit Stadtrat der PS im Gemeinderat (Rathaus) der Stadt.
Im assoziativen Bereich war Pedro Nuno Santos Präsident der Studentenvereinigung der Dr. Serafim Leite Sekundarschule in São João da Madeira und Vorsitzender des Vorstands der Generalversammlung der Studenten (RGA) des Superior Institute of Economics and Management (ISEG) der Technischen Universität Lissabon und Mitglied der Direktion der Studentenvereinigung, wo er seinen Abschluss in Wirtschaftswissenschaften machte.

### Politische Karriere
Santos war eine Amtszeit lang jeweils Präsident der Gemeindeversammlung von São João da Madeira, Stellvertreter der Gemeindeversammlung von São João da Madeira, Präsident der Aveiro-Föderation der sozialen Jugend und Generalsekretär der sozialen Jugend (2004–2008).
Er war Abgeordneter in der 10. und 12. Legislaturperiode und war in der letzten Legislaturperiode für die Wirtschaftskommission und die parlamentarische Untersuchungskommission im BES-Fall verantwortlich sowie er ebenfalls Vizepräsident der Fraktion der Sozialen Partei und Mitglied der Ständigen Kommission der Versammlung der Republik war. Er war Präsident der Föderation Aveiro der Sozialdemokratischen Partei.

#### Staatssekretär für parlamentarische Angelegenheiten (2015–2019)
In António Costas erster Regierung bekleidete Santos das Amt des Staatssekretärs für parlamentarische Angelegenheiten und war für die Koordinierung der Parteien verantwortlich, die die als „Geringonça“ bekannte Regierungslösung bildeten und sich der Sozialistischen Partei, der Kommunistischen Partei, dem Linken Block und dem Ökologen anschlossen Partei „Die Grünen“.

#### Minister für Infrastruktur und Wohnungsbau (2019–2022)
Santos war Minister für Infrastruktur und Wohnungsbau in der XXII. Regierung.
Die Investitionen in die Eisenbahn standen im Mittelpunkt seiner Anliegen und seit seinem Amtsantritt wurden in diesem Bereich mehrere Investitionen getätigt, beginnend mit der Umsetzung von Railroad 2020. Bei CP war er für einen neuen Plan für den Wiederaufbau verantwortlich von Fahrzeugen, die es ermöglichten, Dutzende seit vielen Jahren abgestellte Waggons und Lokomotiven wieder in Betrieb zu nehmen.
Er war das Gesicht der gefundenen Lösung zur Rettung von TAP durch eine in Brüssel genehmigte öffentliche Unterstützung in Höhe von 1,2 Milliarden Euro, die es dem Staat ermöglichte, 72,5 % der nationalen Fluggesellschaft zu behalten. Diese Unterstützung entsprach der Unterstützung die alle anderen Landesgesellschaften erhalten hatten.
Er war ein Befürworter des Baus des neuen Flughafens Lissabon in Montijo und bekräftigte angesichts des Widerstands der Gemeinden Seixal und Moita gegen diese Arbeit, dass das Gesetz, das den Gemeinden ein Veto-Befugnis verleiht, geändert werden sollte.
Im Dezember 2022 trat Santos von seinem Amt zurück, nachdem es eine öffentliche Gegenreaktion wegen einer hohen Abfindung gegeben hatte, die ein Außenminister von der staatlichen Fluggesellschaft TAP erhalten hatte und die in seinen Zuständigkeitsbereich fiel. Ihm folgten João Galamba und Marina Gonçalves.

#### Generalsekretär der Sozialistischen Partei (2024-)
Am 13. November 2023 kündigte Santos öffentlich seine Kandidatur für die Wahl des neuen Vorsitzenden der PS-Partei Portugals an, die nach dem Rücktritt von António Costa von seinem Amt als Premierminister und der Ansetzung vorgezogener Parlamentswahlen angekündigt worden war.
Am 16. Dezember desselben Jahres wurde er offiziell zum neuen Generalsekretär der Partei gewählt und setze sich mit etwa 62 % aller Stimmen gegen seinen Konkurrenten José Luís Carneiro durch.
Am 7. Januar 2024 trat er sein Amt an.

### Privates
Santos ist 1,88 m groß. Er ist mit Ana Catarina Gamboa verheiratet, mit der er einen Sohn hat. Gamboa war auch Mitglied der Sozialistischen Jugend und arbeitete als Stabschefin des stellvertretenden Ministers für Staats- und Parlamentsangelegenheiten, während Santos Minister für Infrastruktur und Wohnungswesen war.